# Medwayella limi
Medwayella limi är en loppart som beskrevs av Hamilton Paul Traub 1972. Medwayella limi ingår i släktet Medwayella och familjen Stivaliidae. Inga underarter finns listade i Catalogue of Life.